# La Gauche (Slovénie)
Pour les autres articles nationaux ou selon les autres juridictions, voir La Gauche.
 (mai 2018).
La Gauche (en slovène : Levica) est un parti politique slovène écosocialiste. Le parti est dirigé par Asta Vrečko. Il est issu de la transformation de l'alliance de la Gauche unie en parti politique.

## Histoire

### Coalition de la gauche unie
La Gauche unie a été fondée le 1er mars 2014 avec la signature d'un accord de coalition lors du congrès fondateur à l'hôtel Union à Ljubljana. Le 5 mai 2014, la coalition a officiellement rejoint le Mouvement pour une société juste (GPD) et la société politique culturelle Liberté pour Straža.
Le but de la coalition était de servir d'alternative aux partis politiques traditionnels qui avaient été largement critiqués par le public à l'égard des soulèvements dans toute la Slovénie,.

### Levica aujourd'hui
Lors des élections législatives slovènes de 2018, la gauche a recueilli 9,33% des suffrages, remportant neuf sièges au Parlement. Les cinq députés en exercice ont été réélus pour un second mandat. Nataša Sukič (qui avait jusque-là occupé le poste de conseiller municipal à Ljubljana) a également été élue sur la liste des candidats du parti, devenant ainsi le premier membre du parlement ouvertement homosexuel de l'histoire du pays.
Après que le parti conservateur chrétien Nouvelle Slovénie ait renoncé aux pourparlers de coalition avec le noyau du parti de centre-gauche dirigé par le Premier ministre Marjan Šarec (leader du parti éponyme du parti LMŠ), la gauche est devenue le partenaire présumé de la coalition dans les efforts de Šarec pour atteindre un objectif de majorité parlementaire. L'insistance de la gauche sur un référendum sur l'adhésion à l'OTAN a été largement considérée comme un moyen de briser l'accord conclu avec les principaux partis de la coalition les plus atlantiques,. Peu de temps après le départ de NSi des négociations de coalition, la gauche a annoncé qu'elle ne demanderait pas qu'un engagement en faveur d'un référendum sur l'OTAN soit inclus dans l'accord de coalition,. Deux jours après que Šarec ait été nommé pour le poste de Premier ministre par le groupe des cinq partis le 8 août, la gauche a promis de soutenir sa candidature. Šarec a donc été confirmé comme Premier ministre le 17 août, mettant ainsi fin à la plus longue impasse politique de l'histoire du pays, tout en formant le premier gouvernement minoritaire du pays en raison de la décision de la gauche de ne pas entrer officiellement dans la coalition au pouvoir.
En 2025 Levica parvient à faire bloquer au Parlement la forte hausse programmée des dépenses militaires que réclamait le Premier ministre Robert Golob à la demande de Donald Trump et de l'OTAN.

## Idéologie
Levica prône le socialisme démocratique, préconise une politique socialiste qui vise à l'instauration d'un système social et économique dans lequel les personnes, en termes de ressources environnementales et naturelles, produisent une production durable pour répondre aux besoins sociaux d'une quantité suffisante des personnes souhaitées. Il préconise aussi la démocratisation de tous les domaines sociaux, par l'introduction de la démocratie directe, la gouvernance du travail et l'application des principes de coordination et de participation à l'économie (au lieu de la concurrence).

## Coordinateurs du parti
- 2017-2023 : Luka Mesec
- depuis 2023 : Asta Vrečko

## Résultats électoraux

### Assemblée nationale
| Année | Voix   | %    | Sièges | Rang |
| ----- | ------ | ---- | ------ | ---- |
| 2018  | 83 108 | 9,33 | 9 / 90 | 5e   |
| 2022  | 51 202 | 4,38 | 5 / 90 | 5e   |